# Kim Ok-vin
Kim Ok-vin (* 3. Januar 1987 in Gwangyang, Jeollanam-do) ist eine südkoreanische Schauspielerin.

## Leben und Karriere
Kims erster öffentlicher Auftritt war 2004 in einem Online-Schönheitswettbewerb und ihre Schauspielkarriere begann 2005 in dem Horrorfilm Voice. Als Kind hat sie die Kampfkunst Hapkido erlernt und es zum 3. Dan geschafft.

## Filmografie
- 2005: Voice (여고괴담 4 - 목소리 Yeogo Goedam 4 – Moksori)
- 2006: Haunted Village (아랑 Arang)
- 2006: Dasepo Naughty Girls (다세포소녀 Dasepo Sonyeo)
- 2008: The Accidental Gangster and the Mistaken Courtesan (1724 기방난동사건 1724 Gabangnandongsageon)
- 2009: Durst (Bak-Jwi)
- 2009: Actresses (여배우들 Yeobaeu-deul)
- 2011: The Front Line – Der Krieg ist nie zu Ende  (고지전 Gojijeon)
- 2012: Over My Dead Body (시체가 돌아왔다 Siche-ga Dorawatda)
- 2013: Behind the Camera (뒷담화: 감독이 미쳤어요 Dwitdamhwa: Gamdok-i Michyeosseoyo, Dokumentation)
- 2013: AM 11:00 (열한시 Yeolhan Si)
- 2014: Minority Opinion (소수의견 Sosuuigyeon)
- 2017: The Villainess
- 2023: Love to Hate You (연애대전 Yeonaedaejeon)